# デイヴィッド・ブラウン (音楽学者)
デイヴィッド・クリフォード・ブラウン（David Clifford Brown 1929年7月8日 - 2014年6月20日）は、イギリスの音楽学者。ピョートル・チャイコフスキーの生涯と作品に関する研究が名高い。
ブラウンはグレーブゼンドに生を受け、グレーブゼンド・グラマー・スクールで学んだ。その後シェフィールド大学で英語、ラテン語、音楽を学んで1951年に卒業、翌1952年に音楽学士を取得した。兵役に就く間（1952年-1954年）にロシア語を学び、諜報部隊（Intelligence Corps）に任命される。中等学校で教鞭を執った後にロンドン大学の音楽司書となり、ロンドン大学本部に勤務した（1959年-1962年）。1962年にサウサンプトン大学の教員に任用され、1970年に上級教員、1975年に講師に就任する。1971年にはトマス・ウィールクスに関する著書が認められ、博士号を授与されている。彼が著したミハイル・グリンカに関する著作（1974年出版）は、この作曲家について英語で書かれたはじめての大掛かりな研究であった。これを凌ぐのが4巻からなるチャイコフスキーの研究（1978年から1991年にかけて刊行）であり、チャイコフスキーの伝記であると同時にその作品の徹底的な分析成果でもある。ニューグローヴ世界音楽大事典の「ロシアの偉人たち」シリーズの編纂にも加わっており、イギリス音楽の国定コレクションであるムジカ・ブリタニカの編集委員としても活躍した。1989年に音楽学の教授を退官している。
晩年はアルツハイマー病に苦しめられ、ハンプシャーのロムジーにて84年の生涯を終えた。

## 著作
- Thomas Weelkes : a biographical and critical study (London: Faber & Faber, 1969)
- Mikhail Glinka: a Biographical and Critical Study (London: Oxford University Press, 1974)
- Tchaikovsky: A Biographical and Critical Study: Vol. 1: “The Early Years (1840–1874)” (London: Gollancz, 1978); Vol. 2: “The Crisis Years (1874–1878)” (London: Gollancz, 1982); Vol. 3: “The Years of Wandering (1878–1885)” (London: Gollancz, 1986); Vol. 4: “The Final Years (1885–1893)” (London: Gollancz, 1991); paperback edition (2 vols) includes minor corrections and updated Work List (London: Gollancz, 1992)
- Musorgsky: His Life and Works (London: Oxford University Press, 2002)
- Tchaikovsky: The Man and His Music (London: Faber & Faber, 2006)

## 伝記
- Peter Le Huray "David (Clifford) Brown" in The New Grove Dictionary of Music and Musicians (London: Macmillan, 1980)
- Peter Le Huray/Rosemary Williamson “David (Clifford) Brown” in The New Grove Dictionary of Music and Musicians: Second Edition (London: Macmillan, 2001)